# Sumayya bint Khayyat
Sumayya bint Khayyat oder Sumayya bint Khabbat (arabisch سُميّة بنت خيّاط oder سُميّة بنت خبّاط, DMG Sumayyah bint Ḫayyāṭ oder Sumayyah bint Ḫabbāṭ; geboren um 550; gestorben 615 in Mekka) war eine Sklavin in der Dschāhilīya Mekkas mit äthiopischen Wurzeln und die erste Märtyrerin des Islam. Ihr Tod wurde öffentlich durch ihren Sklavenhalter Abū Dschahl verursacht, welcher kurz zuvor ihren Mann Yasir ibn 'Amr tötete.

## Leben
Sumayya war Sklavin unter der Haltung von Abu Hudhayfa ibn al-Mughira, einem Mitglied des Makhzum Clans in Mekka. Er vermittelte ihr Yasir zur Ehe, einen jemenitischen Sklaven. Unter seiner Obhut lebten sie zusammen in Mekka und bekamen Ammar, Abdullah und Hurth ibn Yasir als Söhne. Sumayya gebar ihren Sohn Ammar im Jahr 566 und Hurth ibn Yasir starb durch den Dil Clan in der vorislamischen Zeit.
Abu Hudhayfa befreite später Sumayya und ihre Familie von der Sklavenhaltung; sie blieben jedoch weiterhin die Klienten des Clans. Es wird überliefert, dass Abu Hudhayfa den Propheten Mohammed ablehnte. ʿAmr ibn Hishām, ebenso ein Mitglied des Clans Makhzum, nahm derweil Sumayya und ihre Familie als Sklaven de facto auf. Dadurch war eine erneute Befreiung durch ein Freikaufen nicht möglich.
Es wird überliefert, dass Sumayya einer der ersten sieben war, die den Islam öffentlich befürworteten. Eine Konversion war dafür nicht zwangsläufig nötig gewesen, da Ammar, der ebenfalls dazukam, noch nicht konvertiert gewesen ist, bevor dreißig Männer im Haus von Al-Arqam den Propheten besuchten.
Die Quraisch verfolgten damals Muslime, vor allem mit niedrigem sozialem Rang. Sumayyas Familie war nach dem Tod ihres Patrons Abu Hudhayfah solchen Verfolgungen ausgesetzt, welches durch eine Konversion verstärkt wurde. Sie weigerte sich dennoch, ihren alten Glauben wieder anzunehmen und altarabische Gottheiten zu verehren.

## Tod
ʿAmr ibn Hishām wurde Sumayyas Konversion bekannt, nachdem eine andere Sklavin, Haritha, ebenfalls mit Mohammeds Bekundungen sympathisierte. Es wird berichtet, dass Sumayya mit ihrem Mann Yasir und ihrem Sohn Ammar unter anderem unter der heißen Sonne in Kettenhemden stehen mussten, mit der Aufforderung den Islam zu verlassen. Nachdem er sie und ihre Familie folterte, erstach und tötete er Sumayya, bevor er auch ihren Mann Yasir tötete.
At-Tabarī und Ibn Sa'd erwähnen ein anderes Ende von Sumayyas Leben. Sie habe einen byzantinischen Sklaven namens Al-Azraq nach Yasirs Tod geheiratet, mit dem sie al-Azraq Salama gebar, einem weiteren Bruder Ammars. Demnach wäre Ammar indirekt in der Blutlinie der Umayyaden. At-Tabarī erwähnt jedoch, dass dies und andere Geschichten eine Verwechslung zwei mechanischer Frauen mit demselben Namen sein könnten.

## Sumayya in der Geschichtsschreibung
Die jüngste Erwähnung von Sumayyas Ermordung lässt sich bis zur Biographie von Mohammed Sirat Rasul Allah von Ibn Ishāq zurückverfolgen. Ihren Namen Sumayya erwähnt Ibn Ishāq jedoch nur in Zusammenhang zu ihrem Sohn Ammar. Die explizite Nennung ihres Namens wird auf Ibn Sa'd und At-Tabarī zurückgeführt.

## Filmische Rezeption
- 1976: Mohammed – Der Gesandte Gottes, USA, Spielfilm, dargestellt von Rosalie Crutchley.